# 에어 바누아투
에어 바누아투(영어: Air Vanuatu)은 바누아투의 국영 항공사로 총 33개 노선을 취항하고 있다. 본사는 바누아투 포트빌라 위치해 있으며 1981년에 설립했다. 또한 사용하고 있는 허브 공항으로 포트 빌라 바우어필드 국제공항이 있다.

## 운항 노선
2015년 3월 기준으로 에어 바누아투는 다음과 같은 노선을 운항하고 있다.
국제선
- 바누아투
  - 루간빌 - 산토페코아 국제공항
  - 포트빌라 - 포트빌라 바우어필드 국제공항
- 누벨칼레도니
  - 누메아 - 라 톤투타 국제공항
- 뉴질랜드
  - 오클랜드 - 오클랜드 국제공항
- 오스트레일리아
  - 브리즈번 - 브리즈번 공항
  - 멜버른 - 멜버른 공항
  - 시드니 - 시드니 공항
- 피지
  - 난디 - 난디 국제공항
  - 수바 - 나우소리 국제공항

### 코드쉐어 협정
- 에어 바누아투는 다음과 같은 항공사와 코드쉐어 협정을 체결하고 있다.

| - 에어 뉴질랜드 (스타 얼라이언스) - 피지 항공(원월드) - 콴타스 항공 (원월드) |

## 보유 기종
- 2024년 5월 기준으로 에어 바누아투는 다음과 같은 기종을 보유하고 있으며 평균 기령은 5.8년이다.[3][4]